# Мурзилки Интернешънъл
Murzilki International (на руски: Мурзилки International) е група от радиоводещи от радиостанция Avtoradio: Брагин (Михаил Юриевич Ген, актьор), Татяна Гордеева (Елена Александровна Логинова, журналист) и Захар (Михаил Львович Захаров, икономист). Като музикална група стават известни с пародии на песни на популярни музикални групи и певци. Олег Ломовой остава постоянен автор на пародии. Песни на руски поп звезди често се използват като основа за пародии, но има и пародии на народни песни и песни на чуждестранни автори, общо са написани и изпълнени повече от 3000 пародии.От 12 август 2013 г. до 25 май 2015 г., Сергей Краснов участва в шоуто вместо Захар, тъй като от 2013 г. Михаил Захаров работи по радио Спорт (от 13 януари 2014 г. - Sport FM).
На 7 май 2015 г. Михаил Захаров обявява напускането си от радиостанция Sport FM, а на 12 май завръщането си в Авторадио в предаването „Murzilki Live“ от 25 май 2015 г.
Най-известната радиопрограма на групата се нарича „Операция сутрин“ (от 2009 г. - „Murzilki Live“), която многократно е получавала много награди.

## Групови награди
- 2003 — Лауреат премия „Радиомания-2003“ за шоу „Операция „Утро“ в номинация „Радиошоу“.
- 2004 — Лауреат премия „Радиомания-2004“ за шоу „Операция „Утро“ в номинация „Радиошоу“.
- 2005 — Лауреат премия „Радиомания-2005“ за шоу „Операция „Утро“ в номинация „Радиошоу“.
- Отчитайки получените награди „Радиомания“ за проекти с участието на екипа, са получени общо 5 награди.[1]

## Анна и Татяна Гордееви
Първоначално единствената жена в групата е Аня Гордеева, но след като се омъжва и ражда дете, тя е заменена от „по-малката сестра Таня Гордеева“ - това е псевдонимът, даден на Елена Логинова. По-късно Анна Гордеева става продуцент на групата.

## Мурзилки в телевизията
През 2004 - 2005 г. те са водещи на сутрешното риалити шоу „Радио говори и показва“ по канал М1, в което Авторадио е преизлъчено по телевизията.
През 2008 г. радиостанцията Avtoradio и телевизионният канал Ren-TV създават програмата „Пародия на пародии“, в която популярни певци и групи изпълняват своите песни, а „Murzilkas“ им задават въпроси и изпълняват своите пародии.
В нощта на 31 декември срещу 1 януари 2010-2011 г. каналът TV3 показа „Най-живата Нова година на TV3“. Брагин, Гордеева и Захар изпълняват най-добрите си скечове и пеят заедно със звездите.

## Мурзилки бенд
- Евгений Коротков - клавишни
- Игор Марков - барабани
- Тимур Пирогов - бас китара
- Александър Красников - китара

## Членове, които не съществуват
Като част от предаването „Операция сутрин“ всеки делничен ден от 7:20 ч. има програма, наречена „Сутрешна гимнастика“, водена от учителя по физическо възпитание Авдей Авдеевич Авдеев (озвучен от известния композитор Игор Зубков) в съпровод на „ пианист Родионов.” Текстописец Родион Белецки

## За България
Кучето Бъфи, подарено от Бойко Борисов на Владимир Путин става герой на песен, след като популярните руски радиоводещи, формиращи група „Мурзилки Интернешънъл“, изпяват пародия на песента на Филип Киркоров „Просто подари“, под името „Просто подарите премьеру щенка“ („Подарете на премиера кученце“).

## Дискография
- 2002 — Мурзилки International — Vol. 1
- 2002 — Мурзилки International — Йо-хо-хо! (vol. 2)
- 2003 — Мурзилки International — Мурзилки Плюс, аудио и видео
- 2006 — Мурзилки International — Мурзилки — это 5!
- 2008 — Мурзилки Internation — Все свои
- 2009 — Мурзилки Internation — Олег Ломовой